# Воронцівська сільська рада
Воронці́вська сільська́ ра́да — колишній орган місцевого самоврядування в Новоодеському районі Миколаївської області. Адміністративний центр — село Воронцівка.

## Загальні відомості
- Населення ради: 1 095 осіб (станом на 2001 рік)

## Населені пункти
Сільській раді були підпорядковані населені пункти:
- с. Воронцівка
- с. Островське
- с. Улянівка
- с. Червоноволодимирівка

## Склад ради
Рада складалася з 14 депутатів та голови.
- Голова ради: Осьмак Іван Петрович
- Секретар ради: Хомякова Катерина Олександрівна

### Керівний склад попередніх скликань
| Прізвище, ім'я, по батькові    | Основні відомості                                                             | Дата обрання | Дата звільнення |
| ------------------------------ | ----------------------------------------------------------------------------- | ------------ | --------------- |
| Паскалов Володимир Миколайович | Сільський голова, 1950 року народження, член Партії регіонів                  | 26.03.2006   | 20.01.2009      |
| Осьмак Іван Петрович           | Сільський голова, 1957 року народження, освіта вища, член партії Єдиний Центр | 24.05.2009   | 31.10.2010      |
| Осьмак Іван Петрович           | Сільський голова, 1957 року народження, освіта вища, член Партії регіонів     | 31.10.2010   |                 |

Примітка: таблиця складена за даними сайту Верховної Ради України

## Населення
Згідно з переписом УРСР 1989 року чисельність наявного населення сільської ради становила 1116 осіб, з яких 512 чоловіків та 604 жінки.
За переписом населення України 2001 року в сільській раді мешкало 1088 осіб.

### Мова
Розподіл населення за рідною мовою за даними перепису 2001 року:
| Мова       | Відсоток |
| ---------- | -------- |
| українська | 89,86 %  |
| російська  | 7,03 %   |
| молдовська | 1,37 %   |
| білоруська | 1,19 %   |
| циганська  | 0,46 %   |